# Tongxing (köpinghuvudort i Kina, Jiangsu Sheng, lat 34,42, long 119,40)
Tongxing är en köpinghuvudort i Kina. Den ligger i provinsen Jiangsu, i den östra delen av landet, omkring 270 kilometer norr om provinshuvudstaden Nanjing. Antalet invånare är 28 005. Befolkningen består av 13 812 kvinnor och 14 193 män. Barn under 15 år utgör 21,0 %, vuxna 15-64 år 69 %, och äldre över 65 år 9,0 %.
Runt Tongxing är det tätbefolkat, med 636 invånare per kvadratkilometer. Närmaste större samhälle är Banpu, 15,6 km väster om Tongxing. Trakten runt Tongxing består till största delen av jordbruksmark.
Genomsnittlig årsnederbörd är 1 072 millimeter. Den regnigaste månaden är juli, med i genomsnitt 287 mm nederbörd, och den torraste är januari, med 12 mm nederbörd.